# Josep Ferrando i Rey
Josep Ferrando i Rey   (Barcelona, 5 de gener de 1899 - Saragossa, 11 de novembre de 1953) fou un futbolista català de la dècada de 1920.
Començà la seva trajectòria esportiva al Catalunya FC de Martorell (1916-19).
La temporada 1920-21 fitxà pel RCD Espanyol com a suplent dels porters Ramon Bruguera i Pere Ventura, i jugà un partit del Campionat de Catalunya. La mateixa temporada marxà al CA Osasuna on jugà mentre realitza el servei militar. A continuació formà part de l'equip reserva blanc-i-blau, fins a la temporada 1923-24 que tornà a jugar al primer equip tres partits amistosos, un com a porter i dos com a defensa, donada la titularitat a la porteria de Ricard Zamora. El 1924 jugà un partit amb la selecció catalana d'homenatge a Bau.
Els darrers anys com a futbolista els passà a clubs aragonesos, com el RSA Stadium, Huesca FC, club que es va dissoldre a finals de 1927, i Iberia SC.